# Кооперативно-торговый университет Молдовы
Кооперативно-торговый университет Молдовы (рум. Universitatea Cooperatist-Comercială din Moldova, UCCM) — высшее учебное заведение Республики Молдова.
Был учрежден в 1993 году Правительством Республики Молдова (Постановление от 22 июня 1993 г., № n376) и Moldcoop Management (Постановление от 24 июня 1993 г., постановление № 10, пункт 5).

## Администрация

### Ректорат
Лариса Шавга — Ректор
Лилиана Дандара — Проректор по дидактической деятельности и образовательным технологиям

### Сенат
Сенат университета представляет университетское сообщество, гарантирует академическую свободу и университетскую автономию и является высшим органом управления Кооперативно-торгового университета Молдовы.
В состав Сената входят представители руководства университета, профессорско-преподавательского и научного персонала, представители студентов, магистрантов и докторантов. В состав Сената входит 21 член, из них 5 студентов, магистрантов и докторантов.
Сенат в своей деятельности руководствуется законодательством и нормативными актами Республики Молдова, решениями руководящих органов Moldcoop, Уставом университета, решениями Совета директоров Университета.

## Структура
- Факультет экономических и юридических наук
  - Департамент экономики и делового администрирования
  - Юридический департамент
- Центры
  - Центр информатизации и цифровизации
  - Центры профориентации и консультирования
  - Центр LLL
- Отделение
  - Академический менеджмент
  - Отдел кадров
  - Экономико-финансовый
  - Бухгалтерский учёт
  - Административно-бытовой
- Библиотека
- Спортивный комплекс
- Типография